# Katarina Vikström
Ingrid Katarina Göransdotter Vikström, född 17 november 1962 i Nederluleå församling, är en svensk journalist och författare.
Vikström har sedan år 2000 arbetat som reporter och krönikör på Sundsvalls Tidning.

## Priser och utmärkelser
- 2015 – Carnegieinstitutets journalistpris[1]
- 2021 – Ludvig Nordström-priset[2]